# Sukashitrochus
Sukashitrochus is een geslacht van weekdieren uit de klasse van de Gastropoda (slakken).

## Soorten
- Sukashitrochus atkinsoni (Tenison-Woods, 1877)
- Sukashitrochus carinatus (A. Adams, 1862)
- Sukashitrochus dorbignyi (Audouin, 1826)
- Sukashitrochus estotiensis Lozouet, 1999
- Sukashitrochus kaiparaensis (Laws, 1941) †
- Sukashitrochus lyallensis (Finlay, 1926)
- Sukashitrochus morleti (Crosse, 1880)
- Sukashitrochus ngatutura (Laws, 1936) †
- Sukashitrochus pulcher (Petterd, 1884)